# Joep Haffmans
Joseph (Joep) Haffmans (Venray, 11 juli 1943 – Sittard-Geleen, 28 juli 2007) was een Nederlandse rooms-katholieke pastoor te Gulpen (in de  Nederlandse provincie Limburg) en was van 1984 tot 2006 deken van Gulpen-Gronsveld.
Haffmans studeerde aan de toenmalige Hogeschool voor Theologie en Pastoraat (HTP) te Heerlen. Hij viel daar op door promiscue gedrag. Op 7 juli 1974 werd hij door toenmalig bisschop Gijsen tegen een negatief advies van de schoolleiding in tot priester gewijd. In 1984 benoemde Gijsen hem tot deken van Gulpen-Gronsveld.
In 1993 werd Haffmans tot administrator van de parochie in Holset benoemd. Na conflicten met Haffmans – het bestuur zou zijn gedwongen geld over te maken aan kerken waar Haffmans administrator was – stapte het parochiebestuur op, waarna Haffmans het geld van de parochie bijna een jaar lang alleen beheerde. Zijn parochianen verdachten hem van kunstroof. Haffmans sloeg een fotograaf in diens gezicht toen deze  hem fotografeerde bij het terugbrengen van een groot aantal kostbaarheden die hij zei te hebben veiliggesteld wegens een verbouwing. Daarop deed de fotograaf aangifte.

## In opspraak
In 2006 kwam Haffmans in opspraak door beschuldigingen over fraude, seksuele contacten met vrouwelijke kerkleden en bedreiging. In het Limburgs Dagblad van 7 juli verscheen een artikel waarin een vrouw, die stelde minnares van Haffmans te zijn geweest, beschuldigingen uitte tegen Haffmans. In Elsevier van 26 augustus verscheen een uitgebreid artikel over deze kwestie. Haffmans leefde op grote voet (dure auto's, dure vakanties) en zou anderhalf miljoen euro uit de armenkas van het Dr. Ackens Fonds aan privé-zaken hebben besteed.
Tegen Haffmans werd door bisschop Frans Wiertz van het Bisdom Roermond een ontslagprocedure in werking gesteld. In oktober 2006 werd de ex-deken opgevolgd door de in november 2019 overleden Constant Clerx, die als pastoor-deken van Gulpen en pastoor van Wijlre het vertrouwen van de parochianen terugwon. Haffmans verhuisde naar Sittard.
Tijdens het carnaval in 2007 besloot het optochtcomité te Sittard om grappen over Haffmans niet toe te laten. Het carnavalsliedje D'r Joep is Voet ('Joep is weg') mocht in Sittard niet in het openbaar worden gespeeld. Ook in Gulpen waren grappen over Haffmans niet gewenst.
In 2007 kwam Haffmans opnieuw in opspraak toen bleek dat hij zich ten onrechte de titel doctorandus had aangemeten. De beschikking van het ministerie van Onderwijs, Cultuur en Wetenschap, waarin staat dat hij zich doctorandus mag noemen, bleek vals te zijn. Het ministerie deed hierop aangifte tegen Haffmans. Diens voormalige rechterhand, pastor Gerard Hover, voerde de titel eveneens onterecht, maar kwam er uiteindelijk met een waarschuwing vanaf.
In juli van dat jaar overleed Haffmans op 64-jarige leeftijd onverwacht aan een hartinfarct. Het onderzoek dat justitie naar hem had ingesteld, kwam als gevolg van zijn overlijden te vervallen. Zijn ex-vriendin bleef nog wel verdachte. Haffmans is op 3 augustus 2007 begraven te Sittard.
Na Haffmans overlijden werd in september 2008 bekend dat hij bijna 2 miljoen euro had verduisterd, afkomstig uit de kas van het Parochiaal Armenbestuur. Ook werd duidelijk dat Haffmans zich ten bedrage van 575.000 euro meester had gemaakt van het vermogen van een Gulpense apotheker. Deze buitengewoon gelovige man ging ervan uit dat het geld de armenkas ten goede zou komen. Justitie heeft de nabestaanden van Haffmans laten weten dat zij vervolgd kunnen worden voor heling indien zij de erfenis opeisten. De nabestaanden hebben onder druk bericht dat zij afzien van de nalatenschap van Haffmans.
- International Standard Name Identifier: 0000 0003 9621 2878
- Library of Congress Control Number: nb2012028923
- Nederlandse Thesaurus van Auteursnamen: 342146696
- Virtual International Authority File: 291127255
- WorldCat: E39PBJymxxMcWBJvQbp9374yVC